# Trichomycterus romeroi
Trichomycterus romeroi är en fiskart som först beskrevs av Fowler, 1941.  Trichomycterus romeroi ingår i släktet Trichomycterus och familjen Trichomycteridae. Inga underarter finns listade i Catalogue of Life.